# هیولاها علیه بیگانگان (فرنچایز)
هیولاها علیه بیگانگان (به انگلیسی: Monsters vs. Aliens) یک فرنچایز رسانه ای است که توسط شرکت دریم ورکس انیمیشن ساخته شده‌است. این فرنچایز با اکران فیلم هیولاها علیه بیگانگان شروع شد و از آن زمان به بعد تبدیل به یک فیلم کوتاه، دو برنامه تلویزیونی ویژه، یک سریال تلویزیونی و یک بازی ویدئویی شده‌است.
شخصیت‌ها شامل گروهی از هیولاها می‌شود (جاینورمیکا، زنی که در روز عروسی اش، یک شهاب سنگ به او برخورد کرد و تبدیل به یک غول بزرگ شد، باب یک توده ژلاتینی فناناپذیر که هنگام ایجاد یک دسر با طعم گوجه فرنگی با تغییر شیمیایی ایجاد شد. حلقهٔ گمشده، یک ماهی ماچو ۲۰۰۰۰ ساله، که توسط دانشمندان از یخ خارج شده بود، دکتر سوسکه، دانشمندی است که پس از انجام یک آزمایش اشتباه تبدیل به سوسکی انسان‌گونه شد و اینسِکتِسورس که در دوبلهٔ فارسی با نام حبهٔ انگور شناخته می‌شود، حشره عظیمی که توسط تابش هسته ای جهش یافته شده‌است) که توسط دولت ایالات متحده مأمور شده‌اند تا از زمین در برابر جنایت، حملات بیگانگان و تهدیدهای ماوراء طبیعی دفاع کند.

## فیلم بلند
هیولا علیه بیگانگان یک فیلم پویانمایی به سبک کمدی و علمی تخیلی می‌باشد که در سال ۲۰۰۹ در سینماها پخش شد. این اولین فیلم بلند دریم ورکس انیمیشن بود که به جای تبدیل مستقیم به سه بعدی، با فرمت سه بعدی استریوسکوپی تولید شد که ۱۵ میلیون دلار به بودجه فیلم اضافه کرد.
این فیلم شامل داستان سوزان مورفی است که برای ازدواج با درک دیتل، هواشناس معروف بسیار ذوق زده می‌شود. اما لحظاتی قبل از مراسم خود، او به‌طور غیرمنتظره ای با یک شهاب سنگ رادیواکتیو برخورد می‌کند و در طول مراسم، او به اندازه ۱۵ متر قد می‌رسد. بعد از این فاجعه، او توسط ارتش ایالات متحده کنترل می‌شود و به نام جدید جاینورمیکا، به یک زندانی مخفی با حداکثر امنیت فرستاده می‌شود؛ جایی که با هیولاهای دیگری که در ۵۰ سال گذشته جمع شده بودند ملاقات می‌کند: دکتر سوسکه، حلقهٔ گمشده، باب و حبهٔ انگور. متأسفانه، هیولاها با جامعه سازگار نیستند و توسط ژنرال دبلیو. آر. مانگر که مسئول این مرکز است، در این زندان نگهداری می‌شوند. اما همه هیولاها زمانی آزاد می‌شوند که برای نجات دنیا فرا خوانده شوند. برای انجام این کار آن‌ها باید از تهاجم گاکسار که هدفش استفاده از قدرت درون شهاب سنگی است که به جاینورمیکا برخورد کرده، جلوگیری کنند. اکنون وظیفه جاینورمیکا، باب، حلقهٔ گمشده، دکتر سوسکه و حبهٔ انگور است که راهی برای نجات دنیا پیدا کنند تا همه چیز به حالت اول بازگردد.
این فیلم برای اکران در مه ۲۰۰۹ برنامه‌ریزی شده بود، اما تاریخ اکران به ۲۷ مارس ۲۰۰۹ منتقل شد. سرانجام این فیلم در نسخه‌های دی‌وی‌دی و بلور رِی در ۲۹ سپتامبر ۲۰۰۹ در آمریکای شمالی منتشر شد. در دوبلهٔ انگلیسی هنرمندانی همچون ریس ویترسپون، ست روگن، هیو لوری، ویل آرنت، کنراد ورنون، رین ویلسون، کیفر ساترلند، استفان کولبرت و پل راد نقش ایفا کردند.

## فیلم‌های کوتاه

### جشن تولد بزرگ باب
جشن تولد بزرگ باب یک فیلم کوتاه سه بعدی است که ابتدا به شکل دو بعدی در شبکهٔ نیکلودئون پخش شد و ۳ روز بعد در دو نسخهٔ دو بعدی و سه بعدی به شکل دی‌وی‌دی منتشر شد.
دکتر سوسکه و حلقهٔ گمشده می‌خواهند به بهانهٔ تولد باب از پیش ژنرال دبلیو. آر. مانگر و منطقهٔ ۵۲ (محل نگهداری هیولاها) بروند. اما با این حال باب با خوردن یکی از آزمایش‌های شیمیایی دکتر سوسکه توانست ذهن بقیه و نقشهٔ فرار آن‌ها را بخواند. سرانجام باب با خراب کردن هواپیمای فرار به عنوان یک پینیاتا نقشهٔ آن‌ها خراب شد و در جشن تولد باب، آن‌ها به شکل تحقیر آمیزی توسط ژنرال و مرد نامرئی مسخره می‌شوند.

### شب هویج‌های جاندار
شب هویج‌های جاندار یک فیلم کوتاه ۱۳ دقیقه ای هالووینی به کارگردانی رابرت پورتر است که بر اساس هیولاها در مقابل بیگانگان ساخته شده‌است و دنباله ای از کدوهای جهش یافته فضایی است. قسمت اول این فیلم کوتاه در ۱۳ اکتبر ۲۰۱۱ و قسمت دوم پنج روز بعد، برای مدت محدود، به‌طور انحصاری در سرویس ویدیویی نینتندو ۳دی‌اِس، نمایش داده شد. در ۲۸ اوت ۲۰۱۲، در قالب دی‌وی‌دی و بلو ری به عنوان بخشی از داستان‌های هیجان انگیز شرک (DreamWorks Spooky Stories) منتشر شد.

## ویژه برنامه تلویزیونی

### کدوهای جهش یافته فضایی
کدوهای جهش یافته فضایی ویژه برنامه سال ۲۰۰۹ به ماسبت هالووین است که توسط پیتر رمزی کارگردانی شده. این ویژه برنامه ابتدا در ۲۶ اکتبر ۲۰۰۹ در ایرلند پخش شد و در آمریکا در کانال ان‌بی‌سی در ۲۸ اکتبر ۲۰۰۹ روی آنتن رفت. ویژه برای اولین بار در ۲۷ سپتامبر ۲۰۱۰ به شکل دی‌وی‌دی در انگلستان و در آمریکا در ۱۳ سپتامبر ۲۰۱۱، و در ۲۷ سپتامبر ۲۰۱۱، به همراه شرک در هالووین منتشر شد. در ۲۸ اوت ۲۰۱۲، به عنوان بخشی از داستان‌های هیجان انگیز شرک (DreamWorks Spooky) در دی‌وی‌دی و بلو ری منتشر شد.

## سریال تلویزیونی

### هیولاها علیه بیگانگان
یک سریال تلویزیونی با عنوان هیولاها علیه بیگانگان، بین ۲۳ مارس ۲۰۱۳ تا ۸ فوریه ۲۰۱۴ پخش شد. در کل ۲۶ قسمت شامل ۲ قسمت ۱۱ دقیقه ای بود. همچنین در دوبلهٔ انگلیسی صداپیشگان جدیدی برای برخی شخصیت‌ها معرفی شد. این سریال تا حدی توسط شرکتی نیوزلندی به نام اُکتُبُر انیمیشن ساخته شده‌است. این سریال پس از یک فصل به دلیل رتبه پایین و تمرکز نیکلودئون بر روی دیگر برنامه‌هایش لغو شد.

## بازی ویدئویی
بازی ویدئویی هیولاها علیه بیگانگان در ۲۴ مارس ۲۰۰۹ در مایکروسافت ویندوز، پلی استیشن ۳، اکس‌باکس ۳۶۰، نینتندو دی‌اس، پلی‌استیشن ۲ و وی منتشر شد. این بازی که توسط بیناکس و اِمِیز اینترتینمنت توسعه یافته‌است، به بازیکنان اجازه می‌دهد تا با عوض کردن شخصیتشان در نقش جاینورمیکا، حلقهٔ گمشده، باب و دکتر سوسکه بازی کنند. همچنین آن‌ها می‌توانند در نسخهٔ نینتندو دی‌اس، چند نفره و در نقش حبهٔ انگور هم بازی کنند. موسیقی در شرکت برادران وارنر ایستوود توسط جیم دولی ضبط شده. هیولاها علیه بیگانگان در نسخه اکس باکس ۳۶۰، نمرهٔ متاکریتیک ۶۳ کسب کرده‌است.
یک بازی ویدئویی دیگر با عنوان ماداگاسکار کارتز توسط اکتیویژن در ۲۷ اکتبر ۲۰۰۹ برای پلی استیشن ۳، اکس‌باکس ۳۶۰، نینتندو دی‌اس و وی منتشر شد. این بازی عمدتاً بر اساس ماداگاسکار است. اما باب در آن هم حضور دارد و یک پیست مسابقه هم بر اساس سفینهٔ فضایی هیولاها عیله بیگانگان در آن وجود دارد.
یک بازی ویدئویی دیگر با عنوان سوپر استار کارتز توسط اکتیویژن در ۱۵ نوامبر ۲۰۱۱ برای پلی‌استیشن ۳، اکس‌باکس ۳۶۰، نینتندو وی، نینتندو دی‌اس و نینتندو ۳دی‌اس منتشر شد. این بازی دارای ۱۴ شخصیت مختلف از فیلم‌های است مثل شرک، ماداگاسکار و چگونه اژدهای خود را تربیت کنیم هست که هیولاها علیه بیگانگان هم شامل آن می‌شود.
یک بازی رایگان مخصوص موبایل هم با عنوان کار عجیب و غریب باب که توسط شرکتی به نام آدرنالین توسعه یافته‌است در ۱۰ اکتبر ۲۰۱۳ برای آی‌اواس و اندروید منتشر شد. در بازی، بازیکن در نقش باب برای گرفتن مدال از رئیس‌جمهور از طریق چالش‌های چرخش جهان اطراف خود برای یافتن قطعات یدکی برای دکتر سوسکه استفاده می‌کند.